# Agencja rozwoju regionalnego
Agencja rozwoju regionalnego (ARR) – podmiot, którego działalność polega na inicjowaniu, wspieraniu i promowaniu inicjatyw służących szeroko rozumianemu rozwojowi regionalnemu. 
Pod względem formy prawnej ARR są w większości przypadków spółkami akcyjnymi, w których wszystkie lub większość udziałów posiadają jednostki samorządu terytorialnego.

## Działalność
- realizacja projektów związanych z rozwojem regionalnym, rozwojem przedsiębiorczości i innowacyjności, finansowanych głównie ze środków UE
- wspieranie małych i średnich przedsiębiorstw (MŚP) poprzez realizację usług doradczych, szkoleniowych i informacyjnych oraz udzielanie dotacji
- organizowanie seminariów i konferencji o tematyce istotnej dla rozwoju regionalnego i lokalnego
- współpraca z samorządami w zakresie wdrażania projektów rozwoju regionalnego
- współpraca z instytucjami i organizacjami związanymi z rozwojem regionalnym i rozwojem przedsiębiorczości
- wspieranie napływu bezpośrednich inwestycji zagranicznych
- promowanie współpracy regionów, instytucji i przedsiębiorstw za zagranicą
- udzielanie poręczeń kredytów zaciąganych przez małe i średnie firmy, a także osoby bezrobotne w celu tworzenia nowych miejsc pracy oraz rozwijania działalności gospodarczej
- doradztwo podstawowe i zaawansowane z zakresu marketingu, zarządzania, podatków, prawa
- szkolenia dla właścicieli małych i średnich firm oraz klientów indywidualnych
- udzielanie informacji na temat pozyskiwania nowych partnerów handlowych oraz poszukiwania nowych rynków zbytu

W strukturach agencji mogą działać m.in. fundusze pożyczkowe oraz inkubatory przedsiębiorczości.

## ARR w Polsce (m.in.)
- Agencja Rozwoju Małopolski Zachodniej S.A. w Chrzanowie
- Agencja Rozwoju Regionalnego S.A. w Bielsku-Białej
- Bydgoska Agencja Rozwoju Regionalnego w Bydgoszczy[2]
- Agencja Rozwoju Regionalnego w Częstochowie S.A.
- Agencja Rozwoju Pomorza S.A. w Gdańsku
- Agencja Rozwoju Regionalnego S.A. w Gorzowie Wielkopolskim
- Agencja Rozwoju Lokalnego S.A. w Jaworznie
- Karkonoska Agencja Rozwoju Regionalnego S.A. w Jeleniej Górze
- Świętokrzyska Agencja Rozwoju Regionu S.A. w Kielcach
- Biłgorajska Agencja Rozwoju Regionalnego S.A. w Biłgoraju
- Bieszczadzka Agencja Rozwoju Regionalnego w Ustrzykach Dolnych
- Agencja Rozwoju Regionalnego S.A. w Koninie
- Koszalińska Agencja Rozwoju Regionalnego S.A. w Koszalinie
- Małopolska Agencja Rozwoju Regionalnego S.A. w Krakowie
- Agencja Rozwoju Regionalnego „ARLEG” S.A. w Legnicy
- Agencja Rozwoju Regionalnego S.A. w Łomży
- Agencja Rozwoju Regionalnego „MARR” S.A. w Mielcu
- Agencja Rozwoju Regionalnego „AGROREG” S.A. w Nowej Rudzie
- Warmińsko-Mazurska Agencja Rozwoju Regionalnego S.A. w Olsztynie
- Rzeszowska Agencja Rozwoju Regionalnego S.A. w Rzeszowie
- Pomorska Agencja Rozwoju Regionalnego S.A. w Słupsku
- Przemyska Agencja Rozwoju Regionalnego S.A. w Przemyślu
- Stargardzka Agencja Rozwoju Lokalnego Sp. z o.o. w Stargardzie
- Agencja Rozwoju Regionalnego „ARES” S.A. w Suwakach
- Tarnobrzeska Agencja Rozwoju Regionalnego S.A. w Tarnobrzegu
- Tarnowska Agencja Rozwoju Regionalnego S.A. w Tarnowie
- Toruńska Agencja Rozwoju Regionalnego S.A. w Toruniu
- Dolnośląska Agencja Rozwoju Regionalnego S.A. w Wałbrzychu
- Wrocławska Agencja Rozwoju Regionalnego S.A. we Wrocławiu
- Agencja Rozwoju Regionalnego S.A. w Koszalinie
- Agencja Rozwoju Regionalnego S.A. w Zielonej Górze
- Łódzka Agencja Rozwoju Regionalnego w Łodzi,
- Agencja Rozwoju Regionalnego w Kleszczowie
- Agencja Rozwoju Lokalnego AGROTUR S.A. w Krupskim Młynie